# Neisseria gonorrhoeae
Neisseria gonorrhoeae is een gramnegatieve, aerobe, 0,6–1,0 µm grote, bacterie (kok) die de seksueel overdraagbare aandoening gonorroe veroorzaakt. De bacterie is in 1879 door Albert Neisser ontdekt, en in 1885 lukte het de Duitse gynaecoloog Ernst Bumm de bacterie te kweken. Reeds in 1897 kwam er een bactericide middel beschikbaar, Protargol, door de Duitse chemicus Arthur Eichengrün uitgevonden, maar sinds 1935 door de komst van sulfonamide en later penicilline werd deze geheel verdrongen.
De bacterie bezit een membraan, typerend voor gramnegatieve bacteriën, opgebouwd uit eiwitten, fosfolipiden en lipo-oligosacharide.
De bacterie is zeer gevoelig voor veranderingen van zijn leefomgeving, zoals bijvoorbeeld verandering van pH, temperatuur en uitdroging.
Door middel van zogenaamde pili (draadvormige structuren) kunnen gonokokken zich hechten aan mucosacellen. Zij kunnen doordringen tot de mucosacellen, zich hierin vermenigvuldigen en vervolgens migreren naar de subepitheliale ruimte en een uitgebreide infectie veroorzaken.
De bacterie wordt slecht gefagocyteerd door het bezit van een polysacharidekapsel. Ook de pili hebben een remmende werking op de fagocytose.